# Ignaz Saal

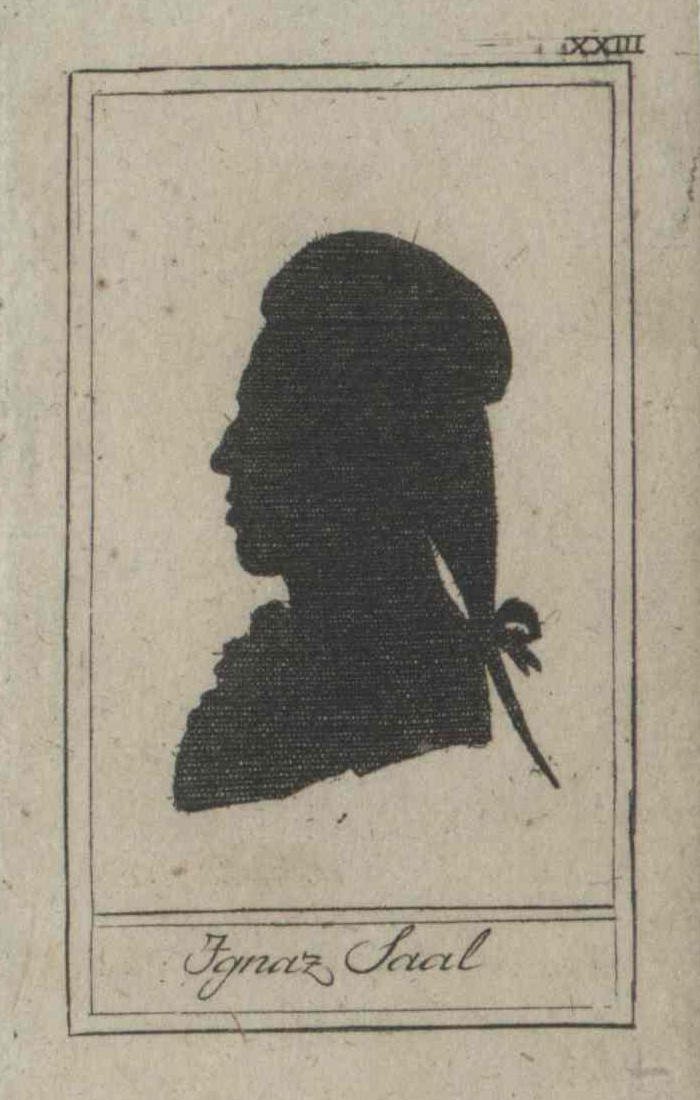
Gedruckter Scherenschnitt von Ignaz Saal

Ignaz Saal (* 26. Juli 1761 in Geiselhöring; † 30. Oktober 1836 in Wien) war ein deutsch-österreichischer Opernsänger (Bass) und Schauspieler.

## Leben
Saal schloss 1777 als Seminarist der Domus Gregoriana das churfürstliche Gymnasium in München (heute Wilhelmsgymnasium München)  ab. Im selben Jahr debütierte er am Theater in München und ging 1781 nach Pressburg. Vom 1. März 1782 bis zum 30. November 1821 war er Mitglied der Wiener Hoftheater und trug den Titel k. k. Hofschauspieler. Daneben gehörte er vom 1. Juli 1795 an zum Ensemble der kaiserlichen Hofkapelle.
Saal war mit Haydn und Mozart befreundet und übernahm am 29. und 30. April 1798 bei der Uraufführung des Oratoriums Die Schöpfung die Basspartie. Bei der Uraufführung des Oratoriums Die Jahreszeiten am 24. April 1801 sang er ebenfalls das Basssolo.
Zusammen mit Johann Michael Vogl und Carl Weinmüller wählte er 1814 Beethovens Oper Fidelio zu einer Benefizvorstellung und regte den Komponisten damit zu einer grundlegenden Überarbeitung des Werks an. Die Premiere dieser dritten, endgültigen Fassung erfolgte am 23. Mai 1814 im Kärntnertortheater. Dabei verkörperte Saal den Minister Don Fernando.
Seine letzte Wohnung befand sich auf der Brandstatt Nr. 632, wo er im Alter von 75 Jahren „am Schlagfluss“ (Schlaganfall) verstarb.
In seiner Geburtsstadt Geiselhöring ist eine Straße nach ihm benannt.

## Familie
Seine Frau war die Sängerin und Schauspielerin Anna Maria Saal (1762–1808). Ihre gemeinsame Tochter Therese Saal (1782–1855) war 1801 bis 1805 ebenfalls Mitglied der Hoftheater und heiratete später den Kunstsammler Franz Gawet (1765–1847). Der Sohn Franz Saal (um 1782–1862) gehörte 1808 bis 1811 zu den Hoftheatern und wirkte zuletzt in Brünn.